# Miratemnus segregatus
Miratemnus segregatus es una especie de arácnido del orden Pseudoscorpionida de la familia Atemnidae.

## Distribución geográfica
Se encuentra en Namibia.